# Народни музеј Велико Градиште
Народни музеј Велико Градиште се налази у Великом Градишту, у улици Кнеза Лазара 40.Овај музеј основан је у јуну 2012. године, а званично отворен 28. јануара 2013. године. Музеј у Великом Градишту основан је пре свега захваљујући заоставштини два брата Градиштанца,Павлу и Ђорђу Ђорђевићу. Браћа Ђорђевић су 1978. године оставили своју имовину Великом Градишту са само једним циљем, а то је да се сагради народни музеј у том месту. 
Као и браћа Ђорђевић, музеј следи циљеве за проширивање, проучавање и чување збирки етнолошког, археолошког, историјског и уметничког карактера, као и истраживање и тумачење прошлости Великог Градишта и околине.
Од 2016. године музеј је организатор Међународне ликовне колоније „Артефакт” која сакупља уметничка дела формирајући вредну збирку за будућност.

## Браћа Ђорђевић
Павле Ђорђевић рођен је 4. новембра 1894. године. Завршио је права и факултет политичких наука у Паризу. Био је први секретар амбасаде Краљевине Југославије у Берлину, врло високо позициониран у дипломатији пред рат. Заједно са Ђорђем учествовао је у Првом светском рату.
Ђорђе Ђорђевић рођен је 23. јула 1897. године у Београду. Завршио је факултет политичких наука.Био је добровољац у ХВII пуку Динарске дивизије и као такав преживео је све страхоте преласка преко Албаније.
Браћа су умрла без деце, стога су одлучили да у свом тестаменту све оставе овом граду.

## Експонати музеја
Музеј поседује више од 1500 експоната из више области. Формирана је занимљива збирка која се односи на периоде праисторије, Келта, Рима, Византије, српског средњег века и др. Поред тога у музеју се могу наћи предмети етнологије(ћилими, лула, пафта, надгрудник и др.) ,као и предмети из области нумизматике (српски средњовековни новац,римски новац...),слике,иконе...

## Референца
1. ↑  http://velikogradiste.rs/narodni-muzej-veliko-gradiste/ Архивирано на веб-сајту  (22. октобар 2016)